# Alejandro Civilotti
Alejandro Gabriel Civilotti Carvalho (La Plata, Argentina, 22 de juny de 1959), és un compositor argentí establert des de 1984 a Barcelona, i resident a Ciutat de Formosa, Argentina des de 2013.

## Biografia i estètica musical
Civilotti va tenir el seu primer contacte amb la música en l'àmbit popular, actuant com a guitarrista tant a l'Argentina com en altres països de l'Amèrica Llatina. A la seva ciutat natal va prendre classes d'harmonia, a partir de 1978 i fins a traslladar-se a Barcelona a la darreria de l'any 1984, a més de classes de contrapunt i de composició amb Enrique Gerardi, va ser deixeble d'Alberto Ginastera i de Pierre Schaeffer i Nadia Boulanger a París. Gerardi va ser fundador del Grup Sonoritats Alternatives juntament amb Luis Mihovilcevic i Pablo Loudet, i un dels pioners de l'experimentalisme musical argentí en el camp de la música concreta i la música electroacústica.
Ja a Barcelona, Civilotti va prendre contacte amb Josep Soler, amb qui va continuar la formació en composició i instrumentació. En la mateixa època va rebre formació de Joan Guinjoan i Gabriel Brncic. Soler ha comparat la seva obra In memoriam (1988) amb El supervivent de Varsòvia d'Arnold Schönberg per ser alhora «d'una embranzida brutal i, al mateix temps, d'una infinita delicadesa» (Angel Medina: 1998).
La seva música mostra, d'una banda, una marcada influència pel llenguatge cromàtic i la utilització del folklore musical que hi ha en l'obra de Béla Bartók, especialment en la seva Música per a corda, percussió i celesta, i per una altra una recepció personal de l'univers expressionista que podem trobar en Alban Berg i la Segona Escola de Viena. Així ho considera l'escriptor i crític José Luis García del Busto, qui descobreix aquestes influències en obres de la seva etapa de maduresa com Quatre Impressions per a corda (1996):
| « | Les Quatre Impressions per a corda de Civilotti són música introspectiva i d'expressivitat greu que remet a l'òrbita estètica de l'expressionisme centreeuropeu de principis de segle. El seu moment més bell es troba en l'emotiu i misteriós final. | » |

A la seva obra, el crític i compositor Enrique Franco s'ha referit en els següents termes:
| « | Civilotti domina l'orquestra de manera que pensa i sent en simfònic; fuig de tot efectisme per subratllar el que Falla denominava substància musical. És aquí on resideix la veritable originalitat d'un creador, la qual atorga a la seva obra permanència més real si s'afegeix un impuls comunicatiu tan fort. | » |

A les notes al programa de l'estrena de la seva obra Cinco Grabados para Orquesta, el crític ampliava la seva descripció:
| « | El pensament i el llenguatge de Civilotti assimilen totes les possibilitats que ofereix l'incessant onatge d'experiències descobertes i noves aventures del món musical d'avui a partir d'un repertori d'intuïcions personals, i a través d'una tècnica sòlida d'escriptura que encara en els passatges de més complexitat ens transmet una sensació de claredat, equilibri i bon ordre no exempt d'una passió íntima i ardent. En Civilotti, al contrari del famós gravat del seu admirat Goya, «El somni de la raó produeix bellesa»… Una orquestra expressiva, que acumula densitats i tensions, diversificada en uns casos per seccions, acumulativa, en d'altres, dona per resultat una obra penetrant, substantivament dramàtica o líricament replegada. Rebem la sensació que l'autor sap amb exactitud el que vol expressar i ho realitza amb gran precisió… Civilotti afegeix matisos al corpus de la música escrita a l'Espanya d'avui. | » |

El crític Pablo Bardin ha destacat sobre el seu concert per a violoncel Auris Concertum:
| « | De la partitura es desprèn un llenguatge fluid de clares reminiscències tonals, molt basat en el treball intervàlic i en breus motius rítmic-melòdics. Utilitza una orquestra àmplia però no excessiva, amb bon nombre d'instruments per donar color i ambientació. S'observa una acurada artesania i un llenguatge moderat, sense ambicions avantguardistes. L'escriptura per al violoncel té considerables dificultats però evita parenceries virtuosístics (...) La música es va diluint fins als últims compassos en els quals acords suaus són contrastats per altres de les cordes col legno. El compositor opta per la sobrietat fins que s'esdevé el silenci. | » |

 El 2005 va iniciar la seva labor com a professor de Postgrau en Composició i Música de Cambra de la Universitat Autònoma de Barcelona.
Actualment és membre de l'Associació Catalana de Compositors. El fons personal d'Alejandro Civilotti es conserva a la Biblioteca de Catalunya.
És considerat com un dels compositors més importants de la seva generació en el panorama musical espanyol contemporani, on ha desenvolupat la seva tasca creativa i pedagògica, i com a professor d'harmonia i composició en el Conservatori Professional de Música de Badalona.

## Obra

### Obres per a Cor
- Inframundi (1998)
- I. Texto Teotihuacano
- II. Texto de Séneca (Latín) sobre Orpheo.
- Les Quatre estacions (sobre poemes populars catalans). Obra encàrrec del Ministeri de Cultura Francès
- Salve Regina. Cor de veus blanques i orgue.

### Obres per a orquestra
- Simfonia I (1985)
- Cinco Grabados para orquestra (1991)
- Simfonia II Azteca (1996-1998). Baríton-baix solista, Cor mixt i gran orquestra.
- Simfonia III The Garden of Mist (2000)
- Simfonia IV (2001)
- The Scream (2001)
- Elegia per Julia Ponce, de Lavapiés (2002)
- ... en Abril (2002)
- Simfonia V (2004)
- Concert per a Bandoneó i Orquestra (2006)
- Suite Quasi Tango (2007, orquestració 2010)

### Obres per a orquestra de cordes
- Elegia tràgica (1987). Flauta solista. Piano, timbales, flexàton
- Quatre impressions per a cordes (1996)
- Concert de Cambra (1998-2000). Per a oboè i orquestra de cordes
- Ocultes geometries (1999). Piano i orquestra de cordes (clarinet sol ad-libitum)
- Tres Postals per a Marianela (2002). Flautes (8) clarinet, fagot, piano i cordes (sense CB)
- Concert per a tuba i cordes (2006)
- Miralls (2012). Per a l'Orquestra de Cambra Amics dels Clàssics

### Obres per a veu solista i orquestra
- Moments del Poeta (1987). Per a tenor i orquestra. Sobre poemes del poeta rus Vladímir Maiakovski
- Padre Nostro (1998). Per a soprano, baríton i orquestra
- Elogi per Santander (2004). Gran orquestra i cor mixt. Textos de Amós de Escalante

### Obres per a veu i càmera
- Pregàries al Silenci (2001). Per a soprano dramàtica i quartet de clarinets, sobre poema de Diego Civilotti.
- La terra nua (2003). Per a soprano i quartet de cordes, sobre poemes de Núria Casellas
- Natsu no chò (papallona d'estiu) (2005). Sobre Haikús de Sumiko Isobe
- Els passos callats (2005). Per a soprano i bandoneó, sobre un poema de Diego Civilotti.
- Llacrimosa (2008). Per a soprano i clarinet (Bb), sobre poemes de Josep Soler.

### Obres per a instruments solistes i orquestra
- Variants concertants, per a piano i orquestra (1988-89)
- Rapsòdia per a percussió solista i orquestra(1992). Dedicada a Ángel Frette
- Auris Concertum, per a violoncel i orquestra (2001). Dedicada a S.M. la Reina Sofia.
- Concert per a bandoneó i gran orquestra, In Memoriam Omar Lupi (2002). Dedicada a Pablo Mainetti i Marcelo Mercadante
- Auris Resonantiam, per a violí i orquestra (2003)
- Concert per a clarinet (A) i gran orquestra (2004). Per a Joan Pere Gil
- Concert per a guitarra elèctrica i orquestra (2005). In memoriam Sergio Javier Godoy.
- Urdaibai (2009). A Pilar i Soledad, de Errigoiti.
- Cantata sobre Colón (2005-06). Per a cor, baix (solista), relator i gran orquestra. Poemes de Diego Civilotti
- Robaiyyat (2010). Per a cor i mixt i gran orquestra. Sobre els Robaiyyat d'Omar Jayyam

### Obra per a instrument sol
- Improvisant en les ombres, per a guitarra (1979)
- Cadència per a oboè sol (1982)
- Concert per a piano sol (1986)
- Tres peces per a flauta sola (1985)
- Músiques nocturnes (1992). Per a piano sol
- Soliloqui per a fagot sol (1997). Per a Albert Morcillo
- Dos preludis i fugides, per a piano sol (1999)
- Sonata per a piano (2002)
- Cadència per a viola sola (2003)
- Sol per a Pere en Bb (2004). Per a Joan Pere Gil Bonfill
- Petits universos (2007). Per a violoncel sol i recitat, sobre poemes d'Eduardo Godoy.
- Quatre escenes (2008). Per a piano sol.
- Tres escenes/records (2009). Per a guitarra sola, a David Sanz.
- Éssers mitològics argentins (2010). Quatre peces per a flauta sola.
- Pour Silvette (2010). Suite per a violoncel sol
- Nocturn per a Nati (2010). Per a piano sol. Dedicat a Nati Cubells

### Música de cambra
- Tres peces per a clarinet i piano (1980)
- Canto lament i dansa (1982). Per a oboè i piano
- El flautista de Hamelin (1984). Suite per a teatre de marionetes
- Fantasia per a quintet de vent (1988)
- In memoriam (1988). Audiovisual, en memòria dels desapareguts de l'Argentina.
- Sonata per violoncel i piano (1989)
- Sonata per a violí i piano (1990)
- Vinará (1991). Per a Miguel Ángel Estavella
- Antiphonos (1995) oboè, clarinets, trompa, fagot i percussió: Marimba i Vibràfon.
- Sonata per a trombó i piano (2000)
- Four Sketch to Rodney and Karen (2001). Per a trompeta i piano
- Trio concertant (2003. clarinets i arpa
- Altres Rumors (2003)
- Fantasia per a Anna, per a flauta i piano (2004)
- Art contra Guerra (2004). Per a clarinet (Bb), violí i violoncel
- Duets d'Abril, In Memoriam Sergio Javier Godoy (2005). Per a guitarra elèctrica i clarinet (Bb)
- Els passos callats (2005)
- Natsu No chò (2005)
- Impromtu, record i dansa (2007). Per a fagot i piano
- Transparències (2008). Per violoncel i viola
- Trio. Imaginant a Don Conrado “Panete” Carvalho (2008). Per a flauta, I.trompa i (Bb) clarinet.
- Quartets de cordes I i II
- In memoriam. Per a conjunt instrumental.
- Tocata per a nou.
- Janus Trio (2011). Per a clarinet, violoncel i piano
- Huayra Trio (2011). Per a violí, violoncel i piano
- Solitudes (2011). Per viola i percussió
- A la deriva, per a contrabaix i piano (2012). Per a Diego Civilotti

### Música per a banda
- Les mitjanes dels flamencs (1982). Suite per a banda i relator sobre un conte d'Horaci Quiroga
- Viatge a la Lluna (1995). Fantasia per a banda en cinc escenes sobre el guió cinematogràfic de Federico García Lorca
- Impromptu, record i dansa (2007). Versió per a fagot i banda
- Sud/fantasia (2010). Fantasia concertant per a bandoneó, violí i banda.

### Música per a l'escena
- Panidán (1986). Òpera de cambra per a teatre de marionetes
- Adagi del bosc (2006). Acció dramàtica amb text de Diego Civilotti, escrita pel cicle Teatre per la Identitat. Flauta i piccolo, oboè, trompa, clarinets, fagot, percussió, piano, bandoneó, cordes, mezzosoprano, cor de veus blanques i quatre actors.
- Set escenes-Egipte (2009). Ballet per a l'Associació Cultural Viatgers en el temps
- Quetzalcoalt. Drama líric sobre la caiguda de Tenochtitlan
- Karaí, l'heroi. Drama musical en tres actes sobre la novel·la homònima d'Adolfo Colombres.

### Música per a cinema
- Vida meva (2006). Banda sonora sobre un film de Marcel Leal. Estrena: Cinemes Verdi i Festivals Internacionals.
- Els anys del silenci (2009). Banda sonora sobre un film de Marcel Leal. Quintet de cordes. Estrena: Cinemes Verdi i Festivals Internacionals.

## Premis i reconeixements
- Primer Premi del Concurs de Joventuts Musicals de Barcelona per la seva obra Fantasia per a quintet de vents (1988)
- Premi Nacional del disc 1988 atorgat pel Ministeri de Cultura pel volum II del CD de l'Associació Catalana de Compositors, al qual hi era la seva obra In memoriam, escrita en memòria dels desapareguts de l'Argentina.
- Finalista del II Panorama de Joves Compositors de l'O.N.E., concert celebrat en el Teatre Real de Madrid (1988), amb la seva obra Simfonia I.
- Premi Ciutat de Barcelona 1988, per la seva obra Moments del Poeta.
- Primer Premi Luis de Narváez de la Ciutat de Granada 1990, pel seu Quartet de Cordes.
- Primer Premi Internacional Francesc Civil de la Ciutat de Girona 1991, pel seu Concert per a piano sol.
- Primer Premi Internacional Concert per a la Ciutat de Càceres 1992, per la seva obra Variants Concertants (sobre un tema de Josep Soler), per a piano i orquestra.
- Primer Premi del V Concurs Nacional de Composició Manual Valcárcel 1993, per la seva obra Músiques Nocturnes per a piano sol.
- Premi Internacional Ciutat de Tarragona 1993, per la seva obra Rapsòdia per a Percussió i Orquestra, partitura seleccionada entre 126 obres de tot el món i estrenada per l'Orquestra Ciutat de Barcelona el 2 de juliol de 94, dirigida pel mestre Edmon Colomer.
- Premi Reina Sofia de Composició Musical atorgat per la Fundació Ferrer Salat 1995, per la seva obra Cinc Gravats per a Orquestra, obra estrenada per l'Orquestra de la Radiotelevisió Espanyola, sota la direcció de Sergiu Comissiona.
- Finalista del Premi Internacional de Música de Cambra Ciutat d'Alcoi 1999.
- Premi Trinac 2003 que atorga el Consell Argentina de la Música, convocat per la Fundación Encuentros de Buenos Aires.
- Finalista en el Premi de Composició Casa de les Américas 2004, per la seva obra Músiques per a marimba i cordes